# Nachtrag (Vertragsrecht)
Mit Nachtrag bezeichnet man im Vertragsrecht eine nachträgliche, nach dem ursprünglichen Vertragsschluss vorgenommene Änderung des Vertrags, speziell die nachträglich hinzugefügten Teile des Vertrags. Im Versicherungsrecht bedeutet Nachtrag die nachträgliche Ausweitung des Versicherungsschutzes durch den Einbezug veränderter oder neuer Risiken.
In der gesetzlichen Rentenversicherung Deutschlands bedeutet Nachversicherung dagegen die nachträgliche Einbeziehung in den versicherten Personenkreis (§ 8 Abs. 1 Nr. 1 SGB VI).

## Allgemeine Regeln
Im allgemeinen Vertragsrecht gilt der Grundsatz, dass Verträge einzuhalten sind. Daraus folgt, dass es normalerweise bei den vertraglichen Vereinbarungen verbleibt und ein Vertragspartner nicht vom anderen Vertragspartner eine Vertragsänderung verlangen kann. Abweichungen von dieser Rechtslage können sich allerdings aus gesetzlichen Vorschriften, vertraglichen Vereinbarungen (Regelung eines Rechts, bestimmte Vertragsänderungen zu verlangen) oder auch aus Treu und Glauben (§ 242 des deutschen Bürgerlichen Gesetzbuches (BGB)) ergeben.

## Nachträge bei Werkverträgen
Relativ häufig kommt es zu Nachträgen im Werkvertragsrecht, insbesondere im privaten Baurecht. Das ist darin begründet, dass es hierbei oft nicht möglich ist, den Leistungsinhalt bereits bei Vertragsschluss genau festzulegen. Häufig ist bei Vertragsschluss mit dem Bauunternehmer die Planung aus Zeitgründen noch nicht fertiggestellt. Es können auch technische Notwendigkeiten, die sich erst während der Ausführung ergeben, zu einer Änderung der Planung nach Vertragsschluss zwingen. Oft ergeben sich erst während der Ausführung zusätzliche Wünsche des Auftraggebers, die umgesetzt werden sollen.
Wird angesichts solcher Veränderungen der Vertrag geändert, gelten keine Besonderheiten. Es gilt dann die geänderte vertragliche Regelung. Ein Recht des Auftraggebers, eine Änderung des Vertrags zu verlangen, gilt nicht generell, wird aber unter Umständen nach Treu und Glauben anzunehmen sein. In Bauverträgen haben Auftraggeber nach § 650b BGB die Möglichkeit, Änderungen zu verlangen.
Mit einem Nachtrag gehen sehr oft zusätzliche Vergütungsansprüche oder Verlängerungen der Ausführungsfristen einher. Wird vom Auftraggeber eine zusätzliche Leistung gefordert, macht der Auftragnehmer in der Regel ein Nachtragsangebot, mit dem er die Ausführung zu einem bestimmten Preis anbietet. Manchmal wird die Leistung ausgeführt, obwohl eine Einigung über den Preis nicht zustande kommt. Dann wird in der Rechnung eine Nachtragsforderung geltend gemacht, um deren Berechtigung nicht selten prozessiert werden muss.

### Besonderheiten bei Bauverträgen unter Einbeziehung der VOB/B
Bei Bauverträgen, für die die Geltung der VOB/B vereinbart ist, gilt § 1 Absatz 4 VOB/B, der lautet:
Nicht vereinbarte Leistungen, die zur Ausführung der vertraglichen Leistung erforderlich werden, hat der Auftragnehmer auf Verlangen des Auftraggebers mit auszuführen, außer wenn sein Betrieb auf derartige Leistungen nicht eingerichtet ist. Andere Leistungen können dem Auftragnehmer nur mit seiner Zustimmung übertragen werden.
Hier besteht also unter den genannten Voraussetzungen eine Pflicht des Auftragnehmers zur Ausführung zusätzlicher Leistungen. Dazu bedarf es keiner vertraglichen Änderungsvereinbarung, sondern der Auftraggeber hat ein einseitiges Leistungsbestimmungsrecht. Verlangt er die Ausführung zusätzlicher Leistungen (auf deren Ausführung der Betrieb des Auftragnehmers eingerichtet ist), so entsteht allein dadurch eine entsprechende Leistungspflicht des Auftragnehmers. Als Kehrseite dieses Leistungsbestimmungsrechts enthalten § 2 Abs. 5, 6 und Abs. 7 Nr. 2 VOB/B auch Regelungen zur Vergütung.
Darüber hinaus werden Nachtragsforderungen auch gestellt für Leistungen, die ohne Auftrag oder unter eigenmächtiger Abweichung vom Auftrag ausgeführt wurden. Für diese Fälle sieht § 2 Absatz 8 Nr. 1 Satz 1 VOB/B vor, dass sie nicht zu vergüten sind. Von diesem Grundsatz gibt es allerdings unter bestimmten Voraussetzungen, die in § 2 Absatz 8 Nr. 2 und 3 VOB/B geregelt sind, Ausnahmen.
Nachtragsforderungen bergen erhebliches Konfliktpotential. Bei der Auftragserteilung konkurrieren Auftragnehmer oft mit mehreren anderen Firmen. Meist erhält der günstigste Anbieter den Auftrag. Die dadurch begründete Notwendigkeit eines preisgünstigen Angebots zum Zwecke der Erlangung des Auftrags führt tendenziell dazu, dass mit dem Auftrag kein allzu hoher Gewinn gemacht werden kann. Nicht selten wird daher von Auftragnehmerseite versucht, bei Nachträgen eine möglichst hohe zusätzliche Vergütung durchzusetzen, um die Gewinnsituation zu verbessern.
Nachtragsmanagement im Bauwesen ist die Tätigkeit im Zusammenhang mit der Stellung von Nachtragsangeboten und Nachtragsforderungen und mit der Beurteilung von deren Berechtigung.

## Versicherungsrecht

### Bedeutung
Im Versicherungsrecht wird als Nachtrag eine eigenständige Versicherung verstanden, die zwischen Versicherungsnehmer und Versicherer auf Basis einer bereits bestehenden Versicherung abgeschlossen wird. Nachträge fallen ebenso wie die ursprüngliche Police unter den Begriff des Versicherungsscheins im Sinne von § 5 Absatz 1 VVG. Wird eine Nachversicherung bei einem anderen Versicherer abgeschlossen, entsteht dagegen eine Nebenversicherung (Mehrfachversicherung).
Zweck der Nachversicherung ist die Anpassung des bestehenden Versicherungsschutzes. Die Nachversicherung ist bedeutsam im Bereich der Personen- (Berufsunfähigkeits- und Lebensversicherung) sowie der Sachversicherung (etwa der Gebäudeversicherung).
Im Rahmen der Nachversicherung werden unterschieden:
- das Optionsrecht (Nachversicherung)
- die Nachversicherung als Erhöhung der Versicherungssumme.

### Optionsrecht des Versicherungsnehmers
Die Nachversicherung im Rahmen eines Optionsrechts hat einen „aufstockenden“ Charakter. Es kommt zu einer Erhöhung des Versicherungsschutzes. Nachversicherungen sind rechtlich Optionen, müssen also nicht in Anspruch genommen werden. Anzutreffen ist diese Option insbesondere bei Personenversicherungen, um zu gewährleisten, Veränderungen der Lebenssituation des Versicherungsnehmers zu berücksichtigen.
Nachversicherungen zur Berufsunfähigkeitsversicherung unterliegen nicht dem Vorbehalt der Gesundheitsprüfung. Einzelne Versicherer verzichten zusätzlich auf eine Prüfung neu hinzugekommener Berufs- und Freizeitrisiken. Bei einer anlassbezogenen Nachversicherung kommen grundsätzlich folgende Ereignisse in Frage:
- Heirat
- Geburt oder Adoption eines Kindes (Kindernachversicherung)
- Scheidung
- Berufseinstieg (nach erfolgter Berufsausbildung)
- Erwerb/Bau einer Immobilie
- Überschreiten der Beitragsbemessungsgrenze (GKV)
- Wechsel in die Selbstständigkeit
- Tod eines Versicherten bei verbundenen Lebensversicherungen
- Überschreiten der Beitragsbemessungsgrenze (Rentenversicherung).

Manche Versicherer bieten darüber hinaus anlassunabhängige Nachversicherungen an. Dann ist die Erhöhung des Versicherungsschutzes auch zu bestimmten Zeitpunkten oder innerhalb bestimmter Fristen möglich.
Die Option der Nachversicherung kann unter bestimmten Voraussetzungen durch den Versicherer ausgeschlossen werden. Dazu gehört unter anderem das Erreichen einer bestimmten Altersgrenze oder die Umstellung der Versicherung in einen Tarif ohne entsprechende Nachversicherungsoption. Des Weiteren kann der Versicherer dem Versicherungsnehmer konkrete Vorgaben zur Höhe der Nachversicherung machen.

### Erhöhung der Versicherungssumme
Die Nachversicherung als Erhöhung der Versicherungssumme findet neben den Lebens- und Rentenversicherungen bei den verbundenen Versicherungen der Hausrats- und Gebäudeversicherung Anwendung. Die Vereinbarung einer Nachversicherung in diesem Sinne ist eine Vertragsänderung (Versicherungssummenanpassung). Diese wird mit einem Nachtrag zum Versicherungsschein dokumentiert.